# 李術
李 術（り じゅつ、? - 建安6年（201年））は、中国後漢末期の人物。本貫は豫州汝南郡。

## 経歴
孫策によって駆逐された劉勲の後任として、孫策により廬江太守に任命された。孫策の没後、孫権を侮り独立を宣言したため、孫権は怒り、曹操に李術の揚州刺史の厳象殺害を告発し、彼を助けないよう要請した。李術は皖城に篭って曹操に助けを求めたものの、先に孫権が李術の非を曹操に訴えていたため孤立し、糧食が尽きて落城ののち晒し首となった。